# Lasha Gobadze
Lasha Gobadze (en georgiano: ლაშა გობაძე; Julo, 10 de enero de 1994) es un deportista georgiano que compite en lucha grecorromana.
Ganó tres medallas en el Campeonato Mundial de Lucha entre los años 2015 y 2021, y dos medallas en el Campeonato Europeo de Lucha, en los años 2019 y 2023.

## Palmarés internacional
| Campeonato Mundial | Campeonato Mundial         | Campeonato Mundial | Campeonato Mundial |
| Año                | Lugar                      | Medalla            | Categoría          |
| ------------------ | -------------------------- | ------------------ | ------------------ |
| 2015               | Las Vegas (Estados Unidos) | Medalla de bronce  | 80 kg              |
| 2019               | Nursultán (Kazajistán)     | Medalla de oro     | 82 kg              |
| 2021               | Oslo (Noruega)             | Medalla de bronce  | 87 kg              |
| Campeonato Europeo |                            |                    |                    |
| Año                | Lugar                      | Medalla            | Categoría          |
| 2019               | Bucarest (Rumania)         | Medalla de plata   | 82 kg              |
| 2023               | Zagreb (Croacia)           | Medalla de bronce  | 87 kg              |